# Wolf Lemke
Wolf Lemke (* 11. August 1938; † 1. Dezember 2018) war ein deutscher Segelflugzeugkonstrukteur, der für Rolladen Schneider arbeitete.
Er studierte an der TU Darmstadt, war Mitglied der Akaflieg und in dem Team Klaus Holighaus, Gerhard Waibel, Heiko Fries, das die revolutionäre D-36 entwarf und baute. Für dieses Flugzeug konstruierte er die Tragfläche und das Flügelprofil. Parallel baute sich Walter Schneider privat eine weitere D-36.

## Lemke-Schneider
Nach beendetem Studium erhielt er ein Angebot von Franz Xaver Wortmann zur Mitarbeit an der Universität Stuttgart und er hätte fast einen geplanten Serienbau der Akaflieg Braunschweig SB 7 betreut. Stattdessen wurde er von Walter Schneider angeworben, um beim Aufbau des neugegründeten Rolladen Schneider Flugzeugbau zu helfen. Bereits sein erster Entwurf LS1 wurde ein durchschlagender Erfolg. Im Jahr 1968 errangen Helmut Reichmann und Walter Schneider die ersten zwei Plätze bei der deutschen Segelflugmeisterschaft. Helmut Reichmann wurde damit 1970 Weltmeister der Standard-Klasse.
Abgesehen von den Einzelstücken LS2, der LSD „Ornith“ als dem ersten Doppelsitzer in GFK-Bauweise, der LS5 und der motorisierten LS9 waren alle seine Konstruktionen große Erfolge, vor allem aber die LS4. Sie wurde zum meistgebauten und auch erfolgreichen Kunststoff-Segelflugzeug der 15-m-Klasse.
Ende des Jahres 2001 ging er in den Ruhestand und unterstützte beispielsweise die Akaflieg Darmstadt und die Akaflieg Köln und betrieb die Zulassung des Einzelstücks LS5.
Im Jahr 2003 meldete Rolladen Schneider Insolvenz an. Die letzte Maschine, die den Namen LS trug, wurde von Werner „Micro“ Scholz konstruiert und bei Glaser-Dirks als LS10 gefertigt. Die Firma nahm 2015 auch den Serienbau der beliebten LS8 wieder auf.